# Heinrich Brauns

Heinrich Brauns

Heinrich Brauns (* 3. Januar 1868 in Köln; † 19. Oktober 1939 in Lindenberg im Allgäu) war ein deutscher Zentrums-Politiker und katholischer Theologe und Priester.

## Leben
Heinrich Brauns wurde als einziges Kind eines Schneidermeisters geboren. Nach dem Studium der Theologie und der Priesterweihe im Jahr 1890 war er zunächst Kaplan an der Pfarrei St. Josef in Krefeld und ab 1895 in Borbeck. In Borbeck förderte er den örtlichen katholischen Bergarbeiterverein und stand daraufhin im Ruf, ein „roter Kaplan“ zu sein. Im Jahre 1900 wurde er zum Leiter der Organisationsabteilung in der Zentralstelle des Volksvereins für das katholische Deutschland in Mönchengladbach ernannt. Nebenher studierte er ab 1903 in Freiburg und in Bonn Volkswirtschaft und Staatswissenschaften. 1905 wurde er mit einer Dissertation über die Entwicklung von der handwerklichen Weberei zur maschinellen Textilproduktion promoviert. Im selben Jahr wurde er Direktor der Zentralstelle des Volksvereins für das katholische Deutschland, der bedeutendsten Organisation des deutschen Katholizismus im Kaiserreich. Weil er auf dem Katholikentag in Düsseldorf 1908 von einem „Entscheidungskampf um die Emanzipation des Arbeiterstandes“ sprach, wurde ihm im nationalliberalen Lager „Klassenverhetzung“ vorgeworfen und genauso zu sprechen wie „ein sozialdemokratischer Marxist“. Im Gewerkschaftsstreit setzte er sich für interkonfessionelle christliche Gewerkschaften ein.
1929 wurde er Vorsitzender der (katholischen) Internationalen Arbeitskonferenz. 1933 wurde er zusammen mit Wilhelm Marx und Adam Stegerwald im Prozess gegen den Kölner Volksverein-Verlag in seiner Funktion als Vorstandsmitglied des Volksvereins angeklagt, der Prozess wurde aber 1934 eingestellt.

### Partei
Brauns war Mitglied der Zentrumspartei. Sein Versuch, diese durch Aufnahme auch evangelischer Mitglieder in eine überkonfessionelle christliche Volkspartei – vergleichbar der heutigen CDU – zu verändern, scheiterte. 1920 wurde er in den Parteivorstand gewählt, wo er sich selbst zum rechten Flügel zählte.

### Abgeordneter
Brauns gehörte 1919/20 der Weimarer Nationalversammlung für den Wahlkreis Köln-Aachen an, in der er Vorsitzender des Ausschusses für Sozialpolitik war. Anschließend war er bis zur Wahl 1933 Reichstagsabgeordneter. 1920 war er für vier Jahre auf dem Reichswahlvorschlag gewählt worden, 1924 bis Juli 1932 vertrat er den Wahlkreis Weser-Ems, seitdem wurde er wieder auf dem Reichswahlvorschlag gewählt. Nach seinem Ausscheiden aus dem Ministeramt übernahm er auch dort den Vorsitz des sozialpolitischen Ausschusses.

### Öffentliche Ämter
Brauns war ununterbrochen vom 25. Juni 1920 bis zum 12. Juni 1928 Reichsarbeitsminister und prägte die Sozialpolitik der Weimarer Republik. Die lange Amtszeit brachte ihm den Spitznamen Heinrich der Ewige ein. Er schuf die Grundlage für viele sozialpolitische Gesetze und Einrichtungen. Sein sozialpolitisches Vorbild war Papst Leo XIII.
Wichtige Gesetze und Verordnungen, die unter seiner Verantwortung entstanden:
- 1923 die Arbeitszeitverordnung
- 1926 das Arbeitsgerichtsgesetz
- 1927 das Gesetz über Arbeitsvermittlung und Arbeitslosenversicherung

1920 wurde er eines der ersten zwölf Mitglieder des Vorläufigen Reichswirtschaftsrats.
Im Februar 1931 wurde Heinrich Brauns Vorsitzender der von Heinrich Brüning einberufenen Gutachterkommission zur Arbeitslosenfrage (Brauns-Kommission). Er starb 1939 an den Folgen einer Blinddarmentzündung.

## Ehrungen
Ihm zu Ehren vergibt der Bischof von Essen seit 1978 alle zwei Jahre den Heinrich-Brauns-Preis.

## Mitgliedschaften
Er war seit 1886 Mitglied der katholischen Studentenverbindung KDStV Novesia Bonn im CV und später wurde er noch ehrenhalber Mitglied der KDStV Arminia Freiburg im Breisgau im CV.

## Veröffentlichungen
- Unsere Aufgabe gegenüber dem Vordringen der Sozialdemokratie. Mönchengladbach 1903.
- Der Übergang von der Handweberei zum Fabrikbetrieb in der Niederrheinischen Samt- und Seidenindustrie und die Lage der arbeiter in dieser Periode. Leipzig 1906.
- Die christlichen Gewerkschaften. Mönchengladbach 1908.
- Die Gewerkschaftsfrage. Wien 1912.
- Die Achtstundenschicht im deutschen Steinkohlenbergbau. Bericht an die Internationale Vereinigung für gesetzlichen Arbeiterschutz. Berlin 1919.
- Lohnpolitik. 1921.
- Wirtschaftskrisis und Sozialpolitik. 1924.
- Überwindung des Kapitalismus durch eine einheitliche proletarische Volksbewegung? Mönchengladbach 1929.
- Zum Kampf um die Sozialpolitik. Essen 1930.
- Katholische Sozialpolitik im 20. Jahrhundert. Ausgewählte Aufsätze und Reden. Bearbeitet von H. Mockenhaupt, Mainz 1976.